# NGC 7119A
NGC 7119A (другие обозначения — PGC 67325, NGC 7119-1, ESO 288-2, AM 2143-464) — галактика в созвездии Журавль.
Этот объект входит в число перечисленных в оригинальной редакции «Нового общего каталога».
В галактике вспыхнула сверхновая SN 2014at типа Ia, её пиковая видимая звездная величина составила 16,3.